# Nitazoxanidă
Nitazoxanida (NTZ) este un antiprotozoar și antihelmintic, derivat de 5-nitrotiazol, cu spectru larg de acțiune împotriva numeroase protozoare intestinale și helminți:  Cryptosporidium parvum, Giardia lamblia, Ascaris lumbricoides, Balantidium coli, Blastocystis hominis, Cyclospora cayetanensis, Echinococcs spp., Entamoeba histolytica, Fasciola hepatica, Ancylostoma duodenale, Necator americanus, Hymenolepis nana, Isospora belli, specii de Microsporidia, Taenia saginata, Trichomonas vaginalis și Trichuris trichiura. Nitazoxanida este autorizată in Statele Unite pentru tratamentul criptosporidiozei la copii și lambliazei la copii și adulți.  Nitazoxanida inhibă piruvat-ferredoxin oxidoreductaza, o enzima esențiala pentru metabolismul energetic anaerob al protozoarelor și bacteriilor anaerobe. Mecanismul de acțiune al acestui agent împotriva helminților este necunoscut. 
Nu este autorizată în România de către Agenția Naționala a Medicamentului și a Dispozitivelor Medicale (ANMDM)